# Apodopsyllus biarticulatus
Apodopsyllus biarticulatus is een eenoogkreeftjessoort uit de familie van de Paramesochridae. De wetenschappelijke naam van de soort is voor het eerst geldig gepubliceerd in 1986 door Cottarelli & Altamura.